# Nicola Sabatino
Nicola Sabatino, auch Nicolò Sabatini, (* um 1705 in Neapel; † 4. April 1796 ebenda) war ein italienischer Komponist der neapolitanischen Schule.

## Leben und Wirken
Nicola Sabatino war ein Sohn von Giovanni Sebastiano Sabatino (1667–1742), einem Geiger der königlichen Kapelle in Neapel. Er erhielt seine Ausbildung am „Conservatorio di Sant'Onofrio in Capuana“, wo er von Francesco Feo und Ignazio Prota unterrichtet wurde, den Violinunterricht erhielt er von Emanuele Barbella. Sabatini war vor allem ein Komponist von Kirchenmusik. Er komponierte zahlreiche Psalm-, Magnificat- und Tantum-ergo-Vertonungen sowie weitere Werke für den kirchlichen Gebrauch. Zahlreiche erhaltene Werke oder Aufführungsdaten aus der Zeit zwischen 1725 und 1775 bezeugen sein fruchtbares kompositorisches Schaffen.
Wegen einer Erkrankung von Giovanni Battista Pergolesi erhielt er 1735 an dessen Stelle den Auftrag, einen Teil der Serenata Il tempo felice anlässlich der Hochzeit des Fürsten von San Severo, Raimondo di Sangro, zu komponieren. 1752 komponierte er mit Cleante seine erste Oper, die in Rom aufgeführt wurde. Dank des Erfolges von Cleante erhielt er 1754 den Auftrag, die Oper Arsace für das Teatro San Carlo in Neapel zu komponieren. Danach wandte sich Sabatino wieder hauptsächlich der Kirchenmusik zu. 1758 wurde er Nachfolger von G. Maraucci Kapellmeister an San Giacomo degli Spagnuoli und 1763 Kapellmeister am Oratorio dei Filipini, beide Posten behielt er bis zu seiner Pensionierung 1788. Als Altmeister der neapolitanischen Musiker leitete er 1774 die öffentliche Trauerfeier in Gedenken an den verstorbenen Komponisten Niccolò Jommelli.

## Werke (Auswahl)
Bühnenwerke
- Il tempo felice (Serenata, Neapel, 1735)
- Cleante (Karneval 1752, Rom)
- Arsace (30. Mai 1754, Neapel)
- L’Endimione, Libretto: Pietro Metastasio (Dublin, Academy of Music, 1758)

Messen
- 4 stimmige Messe in A-Dur, 1726
- 5 stimmige Messe in G-Dur, 1728
- 5 stimmige Messe in G-Dur, 1749

Oratorien
- Jaele (Genua, 1740; Venedig, 1743)
- L’Immacolata Concezione santissima Vergine (Venedig, 1741)
- L’Innonocenza intatta (Spello, 1743)
- L’Aurora foriera della pace fra Giacobbe ed Esaù (Palermo, 1757)

Kantaten
- Laetamini fideles für Alt, 2 Violinen und B. c.
- Vola turtur de nido
- Pieta vi supplico dolce Signore

Instrumental
- Sonate für Violoncello, 2 Violinen und B. c.
- Sonate für Traversflöte, 2 Violinen und B. c. (verschollen)